# Scuola metodica
La Scuola metodica di medicina (Metodici, Metodisti o Methodici, in greco: Μεθοδικοί) fu una scuola di medicina nell'antica Grecia e Roma. La scuola metodica nacque come reazione sia alla scuola empirica sia alla scuola dogmatica (talvolta indicata come scuola razionalista). Sebbene le origini esatte della scuola metodica siano oggetto di discussione, le sue dottrine sono abbastanza ben documentate. Sesto Empirico sottolinea la comunanza della scuola con il Pirronismo, in quanto «segue le apparenze e ne trae ciò che sembra conveniente».

## Storia
Non c'è un chiaro consenso su chi abbia fondato la scuola metodica e su quando sia stata fondata. Si è ipotizzato che la scuola metodica sia stata fondata dagli studenti di Asclepiade di Bitinia. In particolare, a Temisone di Laodicea, l'allievo più illustre di Asclepiade, è spesso attribuita la fondazione della scuola metodica nel I secolo a.C. Tuttavia, alcuni storici sostengono che la scuola metodica sia stata fondata da Asclepiade stesso nel 50 a.C. È stato anche affermato che il Metodismo non nasce veramente fino al I secolo. In ogni caso, è ampiamente accettato che il Metodismo sia sorto come reazione alle scuole empirica e razionalista (o dogmatica), presentando alcune somiglianze con entrambe le scuole ma fondamentalmente diverse.

## Dottrine
La scuola metodica enfatizzava il trattamento delle malattie piuttosto che la storia del singolo paziente. Secondo i metodici, la medicina non è altro che una «conoscenza delle generalità manifeste» (gnōsis phainomenōn koinotēnōn); in altre parole, la medicina non era altro che la consapevolezza di caratteristiche generali e ricorrenti che si manifestano in modo tangibile. Sebbene il punto di vista metodico sulla medicina sia un po' più complesso di questo, la generalizzazione di cui sopra era destinata ad applicarsi non solo alla medicina, ma a qualsiasi arte. I metodici concepivano la medicina come una vera e propria arte, a differenza degli empiristi o dei dogmatici.
Essi affermano che la conoscenza della causa della malattia non ha alcuna relazione con il metodo di cura e che è sufficiente osservare alcuni sintomi generali delle malattie. Tutto ciò che un medico ha bisogno di conoscere è la malattia stessa, e solo da questa conoscenza potrà conoscere il trattamento. Per affermare che la sola conoscenza della malattia fornirà la conoscenza della cura, i metodisti sostengono innanzitutto che le malattie sono indicative delle loro stesse cure. Come la fame porta naturalmente al cibo e la sete all'acqua, così la malattia indica naturalmente la cura. Come sottolinea Sesto Empirico, quando un cane viene punto da una spina, rimuove naturalmente l'oggetto estraneo che affligge il suo corpo.
La teoria di base era che l'interruzione della normale circolazione degli «atomi» attraverso i «pori» del corpo causasse la malattia. Per curare una malattia è sufficiente osservare alcuni sintomi generali delle malattie; e che ci sono tre tipi di malattie, una legata, un'altra libera (fluens, un disturbo accompagnato da qualche scarica), e la terza un misto di queste. A volte le escrezioni dei malati sono troppo piccole o troppo grandi, oppure una particolare escrezione può essere carente o eccessiva. Questi tipi di malattie sono a volte gravi, a volte croniche, a volte in aumento, a volte stabili e a volte in diminuzione. Non appena si sa a quale di queste malattie appartiene una malattia, se il corpo è legato, bisogna aprirlo; se è sciolto, bisogna trattenerlo; se è complicato, bisogna combattere prima la malattia più urgente. Un tipo di trattamento è necessario nelle malattie acute, un altro nelle malattie inveterate; un altro quando le malattie sono in aumento, un altro quando sono stabili e un altro quando sono in diminuzione. L'osservazione di queste cose costituisce l'arte della medicina, chiamata «metodo» (in greco: Μέθοδος).
Poiché la ricerca delle cause delle malattie sembrava a Temisone poggiare su basi troppo incerte, egli volle fondare il suo sistema sulle analogie e sulle indicazioni comuni a molte malattie (greco: κοινότες), non importa che queste analogie fossero oscure come le cause della scuola dogmatica. Temisone scrisse diverse opere che sono andate perdute.

## Differenze rispetto alle scuole empiriche e dogmatiche
La scuola metodica riteneva che una volta che il medico ha riconosciuto la malattia di un paziente per quello che è, il trattamento che dovrebbe seguire è intrinsecamente ovvio. Non si tratta di un'inferenza o di un'osservazione, ma di una conoscenza immediata. Per un dogmatico, i sintomi che una malattia manifesta sono indicativi di uno stato nascosto che causa la malattia. Solo conoscendo lo stato nascosto un medico può capire come trattare un paziente. I sintomi manifestati da un paziente sono indicativi dello stato sottostante che causa la malattia, e lo stato nascosto è indicativo del trattamento che segue. Come gli empiristi, anche i metodisti rifiutano la nozione di stati nascosti, sostenendo che non c'è bisogno di fare una deviazione nelle inferenze sugli stati nascosti. I sintomi manifestati rendono immediatamente evidente ciò che deve essere fatto.
D'altra parte, i Metodici rifiutano anche la nozione empirista secondo cui la connessione tra una malattia e il suo trattamento è una questione di esperienza. I Metodici ritengono che l'esperienza non sia necessaria per capire che uno stato di esaurimento implica un bisogno di rifornimento, che uno stato di restrizione deve essere allentato. Per un Metodico, le cure per le malattie sono immediatamente ovvie; è una questione di buon senso, di ragione. Non c'è bisogno di giustificarsi con l'esperienza; per i Metodici non ci sono alternative concepibili alla loro conoscenza innata dei trattamenti adeguati.
Poiché i Metodici non considerano la loro conoscenza del trattamento adeguato come una questione di osservazione o di esperienza, sono disposti ad ammettere che la loro conoscenza è una questione di ragione. Su questo punto, i Metodici hanno una somiglianza con i Dogmatici, in quanto considerano la ragione come un approccio costruttivo alla scelta del trattamento adeguato per un disturbo. Tuttavia, i Metodici non sostengono il concetto dogmatico di impiegare la ragione per trovare cause nascoste alla base della malattia manifestata. Le cause delle malattie non possono essere forze fantastiche o oscure che non si verificherebbero nella vita ordinaria. La differenza fondamentale tra i medici metodici e i medici empiristi o dogmatici è che la conoscenza di un Metodico è «ferma e certa» e non lascia spazio a revisioni future. Piuttosto che affidarsi alla ragione e all'esperienza, il Metodico fa ciò che è intrinsecamente ovvio; non c'è spazio per l'errore.